# Linton Maina
Linton Maina (Berlino, 23 giugno 1999) è un calciatore tedesco, centrocampista del Colonia.

## Biografia
È nato a Berlino da padre keniota e madre tedesca.

## Caratteristiche tecniche
Centrocampista molto versatile, può essere impiegato anche come ala, pur prediligendo la posizione di trequartista. Per le sue caratteristiche è stato paragonato a Leroy Sané.

## Carriera

### Club
Arrivato nel settore giovanile dell’Hannover 96 nel 2014, il 9 febbraio 2018 ha firmato il primo contratto professionistico, di durata quadriennale. Il 18 marzo esordisce in prima squadra, in occasione della partita di Bundesliga persa per 1-0 contro il Borussia Dortmund.

### Nazionale
Ha giocato nelle nazionali giovanili tedesche Under-16, Under-17, Under-18, Under-19 ed Under-20.

## Statistiche

### Presenze e reti nei club
Statistiche aggiornate al 14 febbraio 2025
| Stagione           | Squadra            | Campionato         | Campionato | Campionato | Coppe nazionali | Coppe nazionali | Coppe nazionali | Coppe continentali | Coppe continentali | Coppe continentali | Altre coppe | Altre coppe | Altre coppe | Totale | Totale | Totale |
| Stagione           | Squadra            | Comp               | Pres       | Reti       | Comp            | Pres            | Reti            | Comp               | Pres               | Reti               | Comp        | Pres        | Reti        | Pres   | Reti   |        |
| ------------------ | ------------------ | ------------------ | ---------- | ---------- | --------------- | --------------- | --------------- | ------------------ | ------------------ | ------------------ | ----------- | ----------- | ----------- | ------ | ------ | ------ |
| 2017-2018          | Hannover 96        | BL                 | 2          | 0          | CG              | -               | -               | -                  | -                  | -                  | -           | -           | -           | 2      | 0      |        |
| 2018-2019          | Hannover 96        | BL                 | 20         | 1          | CG              | 1               | 0               | -                  | -                  | -                  | -           | -           | -           | 21     | 1      |        |
| 2019-2020          | Hannover 96        | 2L                 | 24         | 2          | CG              | 1               | 0               | -                  | -                  | -                  | -           | -           | -           | 25     | 2      |        |
| 2020-2021          | Hannover 96        | 2L                 | 18         | 2          | CG              | 1               | 0               | -                  | -                  | -                  | -           | -           | -           | 19     | 2      |        |
| 2021-2022          | Hannover 96        | 2L                 | 27         | 6          | CG              | 3               | 0               | -                  | -                  | -                  | -           | -           | -           | 30     | 6      |        |
| Totale Hannover 96 | Totale Hannover 96 | Totale Hannover 96 | 91         | 11         |                 | 6               | 0               |                    | -                  | -                  |             | -           | -           | 97     | 11     |        |
| 2022-2023          | Colonia            | BL                 | 33         | 3          | CG              | 1               | 0               | UECL               | 8                  | 0                  | -           | -           | -           | 42     | 3      |        |
| 2023-2024          | Colonia            | BL                 | 31         | 1          | CG              | 1               | 0               |                    | -                  | -                  |             | -           | -           | 32     | 1      |        |
| 2024-2025          | Colonia            | 2L                 | 22         | 3          | CG              | 4               | 2               | -                  | -                  | -                  | -           | -           | -           | 26     | 5      |        |
| Totale Colonia     | Totale Colonia     | Totale Colonia     | 86         | 7          |                 | 6               | 2               |                    | 8                  | 0                  |             | -           | -           | 100    | 9      |        |
| Totale carriera    | Totale carriera    | Totale carriera    | 177        | 18         |                 | 12              | 2               |                    | 8                  | 0                  |             |             |             | 197    | 20     |        |

## Palmarès

### Club

#### Competizioni nazionali
- Campionato tedesco di seconda divisione: 1

Colonia: 2024-2025